# 久保ひとみ
久保 ひとみ（くぼ ひとみ、1969年10月19日 - ）は、静岡県内で活躍するローカルタレント、ラジオパーソナリティ。愛称は「久保ちゃん」。血液型B型。

## 来歴・人物
来歴
- 静岡県浜名郡可美村（現：浜松市中央区）出身[3]。浜松市立可美中学校（在校当時は可美村立）[4]、静岡県立浜松商業高等学校[5]経理科（新40回の卒業生）、常葉学園短期大学保育科卒業[6]。短大卒業後、幼稚園教員を1年勤め退職[7]。大阪へ移住し、イベント会社でOLとして勤務するが、約1年半後、バブル崩壊の煽りを受けて会社が倒産[7]。
- その後、大阪の素人参加番組「シングシングシング」に出場、郷ひろみの歌を歌って優勝し、周りに勧められ喋りの仕事を始める（お笑いの道も考えたが、関西で静岡の人間がお笑いの仕事をするのは難しかったとの事）[7]。
- 喋りの最初の仕事は、オリックス・ブルーウェーブを応援するラジオ番組（2年担当）[7]。
- 父親が余命宣告を受けたことで静岡に帰郷[8]。その後、オーディションを受け、明るいキャラクターと軽妙なトークからラジオ番組で人気となる。
- その後テレビにも進出、まるごとのリポーター、CM出演など、ローカルタレントとして活躍中。
- 静岡第一テレビのイメージアップに貢献したとして、2008年7月に同社から特別表彰を受ける[9]。
- 2019年4月1日から業務提携契約でワタナベエンターテインメント名古屋事業本部所属[10]。

付記
- 2008年から静鉄ジョイステップバス企画による「久保ひとみと行くバスツアー」が催行[11]。
- 2005年11月5日には、K-MIX WEEKEND ヤッホー!!の共演者ボサノバカサノバと、楽曲「今夜はふたり水いらず」をリリース。
- 2010年7月7日リリースのボサノバカサノバのアルバム「Oiaue」では、久保の笑い声から始まる「自転車で行こうよ♪」が収録されている。

人物
- 軽妙なトークや多才ぶりから「静岡の上沼恵美子」[12]や「静岡のセックスシンボル」の異名を持つ。
- 特技は剣道初段、ボディボード。幼稚園教諭2種免許の資格を持つ。
- 愛車はホンダ・N BOX[13][14]。
- 血液型はB型。身長149cm。一男（2016年2月時点で大学1年生[7]）の母。
- K-MIXの雑誌「アウティング・マガジン」の（当時趣味で始めたばかりの）ボディボードの特集を担当した事が縁で、インストラクターだった夫と出会う[7]。

## 出演番組

### 現在
2024年5月現在。
ラジオ
- K-mix らじコン[15]（K-mix、2019年4月6日 - ）

テレビ
- まるごと（静岡第一テレビ、月 - 金 レギュラー）
- 浜松発!!くぼちゃんねる（静岡第一テレビ、2022年4月1日 - )

各種大使・キャンペーンタレント
- 浜松市やらまいか大使（2015年 - ）
- うなぎいも大使（2017年2月 - ）＊浜松市原産のさつまいも
- アスルクラロ沼津　応援PR大使（2019年3月 - ）
- はままつオレンジリボン広報大使（2021年 - ）[16]
- 浜松市消防局「一日ガス保安隊長」（2022年10月27日）
- 静岡県警察本部「しずおか関所作戦」広報大使（2021年9月 - 2023年3月）[17]
- 静岡県警察本部「特殊詐欺被害防止」広報大使（2023年5月 - ）[17]

### 過去
ラジオ
いずれもK-MIX。
- K-MIX Jungle Jungle（番組終了後から産休のため暫くK-MIXを離れる）
- K-MIX ACCESS LINE RADIO CITY CALLIN'（1998年）
- K-MIX MORNING CUE（1999年）
- K-MIX PRITTY HEART（2000年）
- K-MIX Bpe!（2001年・2002年）
- MANI@CAFE（2006年10月から半年）
- K-MIX WEEKEND ヤッホー!!（2003年4月 - 2013年3月30日・土曜11:00 - 12:55）
- 人生各駅停車[18]（K-mix、2012年4月6日 - 2013年4月26日・金曜18:00 - 18:25、ポッドキャスティング配信実施[19]）
変遷
  - 2013年4月5日（53回放送）まで：「ひとみ・ひろかずの人生各駅停車」
  - 2013年4月12日（54回放送）：「ひとみの人生各駅停車[20]」
  - 2013年4月19日（55回放送） - 4月26日：「ひとみ・しゅんたろう[21]の人生各駅停車」
- K-mix WONDER '69[22]（K-mix、2013年4月6日 - 2019年3月30日）

テレビ
- 〇ごとX（静岡第一テレビ、2001年10月から1年半）
- スキっと!静岡!![23]（静岡第一テレビ、 - 2011年3月31日・木曜21:54 - ）
- ラ・ぶらり静岡(静岡第一テレビ：木曜21:54：ナレーター役)
- 情報ライブ ミヤネ屋（読売テレビ制作・日本テレビ系列）
  - 2008年3月13日 - ｢日本全国こーたりんが行く!!｣コーナーに静岡編のリポーターとして登場｡｢準｣全国放送デビューを果たした｡
  - 2008年4月10日 - 小山町の冨士霊園から桜中継のリポーターとして､金太郎の着ぐるみをつけて再登場。
  - 2011年2月25日 - 河津町の桜まつり会場から伊豆の踊子の衣装でリポートをした。
  - 2013年3月1日 - 河津町の桜まつり会場から伊豆の踊子の衣装でリポートをした。
  - 2014年2月26日 - 河津町の桜まつり会場から伊豆の踊子の衣装でリポートをした。
  - 2016年9月15日 - MCの林マオが夏休みのため、1日限りのMCでスタジオ出演。この日、まるごとに出演できない久保の代わりに出演することになった坂田利夫と画面越しで共演した。
  - 2017年2月16日 - 河津町の桜まつり会場から伊豆の踊子の衣装と後頭部に坂田利夫の面を付けてリポートをした。
  - 2019年2月22日 - 河津町の桜まつり会場から伊豆の踊子の衣装で生中継リポート。ハイブリッド猿回しの小太郎と共演した。
- 火曜サプライズ（日本テレビ系列）
  - 2016年5月10日 ‐ ウエンツ瑛士・東出昌大・窪田正孝と浜松のアポなし旅で共演
- 幸せ！ボンビーガール（日本テレビ系列）
  - 2016年10月25日 - 博多大吉・ギャル曽根の「新スーパーの女」第一回ゲスト出演
- ZIP!（日本テレビ系列）
  - 2017年2月14日 - 「ハテなび」のコーナーに静岡のスターとして登場
- ピエール瀧のしょんないTV（静岡朝日テレビ）
  - 2013年8月8日 - 「第1回シズオカご当地CM鑑賞会」にゲスト出演。
  - 2014年1月23日 - 「第2回シズオカご当地CM鑑賞会」にゲスト出演。
- 前略、大とくさん（中京テレビ、2019年7月7日）- スタジオゲスト
- 静岡ダイスキTV（静岡第一テレビ、2019年7月11日-2020年9月24日）
- 行列のできる法律相談所（日本テレビ系列）2021年2月14日 ‐ SixTONES 松村北斗の地元島田市をリポート。久保ひとみがトレンド入りで話題に。久保チルドレンという言葉が生まれる。
- トキメキ♡浜松（静岡第一テレビ、2019年4月5日-2022年3月4日)
- ノブナカなんなん?（テレビ朝日系、2022年5月25日） - 静岡スペシャルにてゲスト出演、県内のグルメスポットをリポート（最初のグルメスポットは同じく静岡県在住の女優・熊谷真実とリポート）
- 新冒険ラストベガス（日本テレビ系、2022年9月21日）- 元静岡第一テレビアナウンサー那須洋子の紹介で出演。
- 上田と女が吠える夜（日本テレビ系）
  - （2022年9月28日） - 2022年に静岡へ移住した岡副麻希のトークで出演、食レポ対決を行った。
  - （2023年9月27日）- 「観光大使を務める女の地元自慢合戦！」
- 中尾彬!美食の花道（静岡第一テレビ、不定期放送）
- 関西発 地元じゃ負け知らず（MBS毎日放送、2023年3月29日）-静岡代表として出演。ローカルタレントとしての取材力や表現力を競い、相場詩織、シャバ駄馬男、護得久栄昇、やのひろみを抑えて優勝した。[24][25]
- QuizKnock降臨!静岡最強クイズ王決定戦しずおか王（2023年12月31日、テレビ静岡）
- 県民スター栄誉賞🏆（日本テレビ系、2024年5月1日）‐ブランド総合研究所が47都道府県・約5万人への大規模アンケート調査を実施し、静岡県の"地元の顔"ベスト10で、長澤まさみ・広瀬すず・広瀬アリス・三浦知良に次いで5位にランクイン。静岡県の地域貢献度では1位を獲得。
- DayDay.（日本テレビ系、2024年12月16日・18日）- 「静岡県沼津市～富士市のおすすめスポット2択旅!」と題した特別コーナーに出演、久保と同じく静岡県出身シソンヌ・長谷川忍、美 少年・浮所飛貴と共に、富士市周辺の地域の絶品グルメや観光スポットを紹介した[26]

映画
- たまゆら - (土田ひろかず監督、2018年）- リポーター 役
- 拝啓、永田町 - (土田ひろかず監督、2021年）- 柴田めぐみ 役
- かごのない鳥 - (土田ひろかず監督、2024年）- 記者 役

## CM
※但し書き無き限り静岡県内限定で放送
- 幸和ハウジング
- アートビューティー
- NTTドコモ東海（静岡〇ごとワイド内）
- ビッグウェーブ
- 宝くじのマスミ
- 静岡銀行
- 静岡県のJA（静岡〇ごとワイド内）
- ホンダ・ライフ（静岡〇ごとワイド内）
- 静岡空港
- エスパルスドリームプラザ
- たいやき研究所
- ブライダルバンク
- ビッグ富士
- 結婚サービス アイクル
- AKAISHI
- ダックスクラブ（保険代理店。2018年 - ）
- ライオン
- リサイクルキング
- アクアプラス（静岡市・水道工事)
- 日勝仮設
- 総務省所管マイナポイント事業（2020年）
- 静岡セキスイハイム不動産（2020年 - ）　＊「どんどん」や「学生服のやまだ」のパロディーCM等。
- 五味八珍（2021年 - ）
- 楽天モバイル（2021年）
- 静岡県国土調査協議会
- エミュアール化粧品（日本ヘルスメイト）
- 日本盛
- サッポロビール「静岡麦酒」
- 出雲殿互助会
- 明治安田生命
- モスバーガー（2019年 - ）＊出演番組「まるごと」（静岡○ごとワイド）の春のコラボレーション商品
- いちふじ青果
- 大川食品工業「カラット」（2022年 - ）
- 静岡県警察「特殊詐欺被害防止啓発活動」（2022年）
- エンチョー
- 杏林堂（2023年 - ）
- ロート製薬「50の恵」（2023年）
- 大塚製薬「ボディーメンテ」（2023年）
- セブンイレブン「静岡頂きフェア」（2023年）、「バイシズオカフェア」（2024年）
- 三井住友銀行カードローン
- タスク整体院
- 大石建設